# تعليم النائم
تعليم النائم أو الهيبنوبيديا (بالإنجليزية: Sleep-learning)‏ هو محاولة لنقل المعلومات إلى شخص نائم وعادة من خلال لعب تسجيل الصوت له أثناء نومه. البحوث على هذا الموضوع لم تكن حاسمة. وهناك بعض الدراسات المبكرة التي تشيرإلى عدم فعالية التقنية  في حين أن آخرين وجدوا أن الدماغ يتفاعل مع المحفزات أثناء النوم.

## مزيد من القراءة
- Fox، B.H.؛ Robbin، J.S. (1952). "The Retention of Material Presented During Sleep" (PDF). Journal of Experimental Psychology. ج. 43: 75–79. DOI:10.1037/h0057555.
- فوكس, B. H. (1968). البحوث الحالية في هيبنوبايديا. Macdonald & Co. [PDF]
- Leshan، L. (1942). "The Breaking of a Habit by Suggestion During Sleep" (PDF). Journal of Abnormal & Social Psychology. ج. 37 ع. 3: 406–408. DOI:10.1037/h0057703.| أيقونة بذرة | هذه بذرة مقالة عن التعليم بحاجة للتوسيع. فضلًا شارك في تحريرها. |